# Владимир Глебович (князь переяславский)
Владимир Глебович (1157 — 18 апреля 1187) — князь Переяславский (1169—1187), сын Глеба Юрьевича Переяславского и Киевского, племянник Андрея Боголюбского.

## Биография
После взятия Киева войсками Андрея Боголюбского в 1169 году отец Владимира занял киевский престол, а Владимир сменил его в Переяславле. В 1173 году Владимир участвовал в новом походе своего дяди в Киевскую землю против сыновей Ростислава Мстиславича Смоленского, на этот раз неудачном. В 1177 году Владимир помогал другому своему дяде — Всеволоду Большое Гнездо против Глеба Ростиславича Рязанского в сражении на Колокше, успех возглавляемого Владимиром частного удара во многом предопределил исход всего сражения.

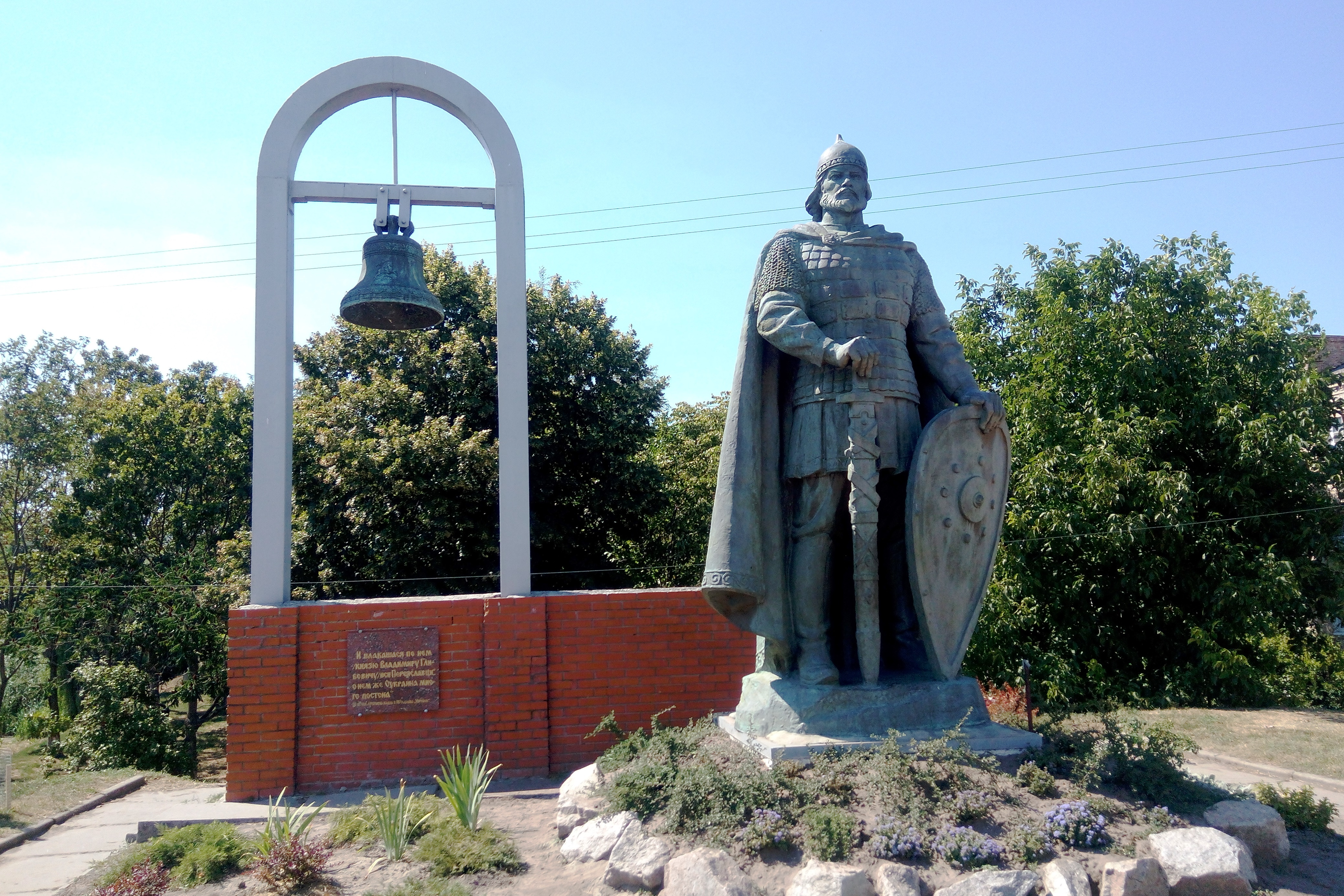
Памятник Владимиру Глебовичу в Переяславе

С 1183 года Владимир участвовал в войне с половцами. Святослав Всеволодович Киевский послал на половцев своего двоюродного брата Игоря Святославича, а Владимир был послан в поход соправителем Святослава по Киевской земле — Рюриком Ростиславичем Овручским. Между Игорем и Владимиром возникла ссора по поводу того, кому из них ездить напереде, поскольку передовые отряды, как правило, захватывали большую добычу. Владимир развернул свои войска и ограбил Новгород-Северское княжество Игоря. В отместку Игорь Святославович разорил город Глебов: «не пощадил я христиан, а предал разграблению город Глебов у Переяславля. Тогда немало бед испытали безвинные христиане: разлучаемы были отцы с детьми своими, брат с братом, друг с другом своим, жены с мужьями своими, дочери с матерями своими, подруга с подругой своей. И все были в смятении: тогда были полон и скорбь, живые мертвым завидовали, а мертвые радовались, что они, как святые мученики, в огне очистились от скверны этой жизни. Старцев пинали, юные страдали от жестоких и немилостивых побоев, мужей убивали и рассекали, женщин оскверняли».
Владимир Глебович участвовал в триумфальных победах на Орели (1184) и на Хороле (1 марта 1185 года). Затем, после неудачного похода Игоря Святославича в степи в том же году, Кончак вторгся в Переяславское княжество. Владимир принял бой перед стенами города, получил рану и отступил в крепость. Половцы перешли к осаде, что позволило Святославу и Рюрику сконцентрировать свои силы и перейти в наступление. Они форсировали Днепр у Заруба, Кончак снял осаду и спешно вернулся в степи.
В 1187 году Владимир Глебович умер. Смерть энергичного защитника русской земли от половцев была воспринята со скорбью, особенно населением сторожевых крепостей Посульской линии. По словам Ипатьевской летописи «о нём же оукраина много постона». Это стало первым письменным упоминанием термина «украина», ставшим в последующие столетия устоявшимся названием всего среднего Поднепровья, а затем и государства Украина. Владимир Глебович был погребён в усыпальнице переяславских князей — Михайловском соборе. После смерти Владимира Всеволод Большое Гнездо прислал на переяславское княжение другого своего племянника, Ярослава Мстиславича.

## Семья и дети
Жена (с 1180 года) — дочь Ярослава Всеволодовича Черниговского.
Сведения о потомках отсутствуют.